# Stand-your-ground law
Als Stand-Your-Ground-Laws (englisch stand your ground, übersetzt etwa „nicht von der Stelle weichen“, „seinen Platz behaupten“) werden umgangssprachlich Gesetze von über 30 amerikanischen Bundesstaaten bezeichnet, die es einer Person erlauben, im Extremfall tödliche Gewalt anzuwenden, um sich gegen einen rechtswidrigen Angriff zu wehren. Sie setzen die im amerikanischen Recht etablierte Pflicht außer Kraft, vor einem Einbrecher oder Angreifer zurückzuweichen, bevor man zu „defensiven Maßnahmen greift, die eine andere Person töten oder schwer verletzen sollen oder dieses verursachen können“.

## Florida
Als erster Bundesstaat setzte Florida am 1. Oktober 2005 ein solches Gesetz in Kraft. Das Gesetz wurde mit Hilfe von Marion Hammer verfasst, die als Lobbyistin für die National Rifle Association (NRA) agierte und deren ehemalige Präsidentin sie war. Als Rechtfertigung dienten gewaltsame Auseinandersetzungen um Plünderungen in Florida infolge der durch Hurrikan Ivan verursachten Zerstörungen. Floridas Statuten erlauben jedem, der die begründete Annahme hat, dass ihm ein „Gewaltverbrechen“ droht, den Einsatz von Gewalt bis hin zu tödlicher Gewalt zur Selbstverteidigung. Das Besondere an diesem Gesetz ist die sogenannte Castle Doktrin:

“A person who is not engaged in an unlawful activity and who is attacked in any other place where he or she has a right to be has no duty to retreat and has the right to stand his or her ground and meet force with force, including deadly force if he or she reasonably believes it is necessary to do so to prevent death or great bodily harm to himself or herself or another or to prevent the commission of a forcible felony.”

„Eine Person, die nicht in eine ungesetzliche Handlung verwickelt ist und an einem Ort angegriffen wird, an dem sie das Recht hat, sich aufzuhalten, ist nicht verpflichtet zurückzuweichen, sondern berechtigt, standzuhalten und Gegengewalt, einschließlich tödlicher Gewalt einzusetzen, wenn diese Person vernünftigerweise glaubt, diese sei notwendig, um ihr Leben oder das anderer zu schützen oder sich oder andere vor schwerer körperlicher Verletzung zu schützen oder die Begehung eines Gewaltverbrechens zu verhindern.“

Diese Statuten gewähren dazu jedem, der in einer solchen begründeten Annahme gehandelt hat, zivilrechtliche und strafrechtliche Straffreiheit.
Als „Gewaltverbrechen“ (englisch: forcible felony) definiert Chapter 776.08 der Florida-Statuten, Abschnitt 16, dabei Verbrechen wie: Verrat, Mord, Totschlag, sexuelle Nötigung, Carjacking (Autoraub), schwerer räuberischer Hausfriedensbruch, Raub, Einbruchdiebstahl, Brandstiftung, Entführung, aggravated assault (diverse Straftatbestände im StGB, daher keine direkte Entsprechung), schwere Körperverletzung, „schweres“ Stalking, Flugzeugentführung, ungesetzliches Werfen, Platzieren oder Entladen von zerstörerischen Geräten oder Bomben und jedes andere Verbrechen, das die Benutzung oder Drohung physischer Gewalt beinhaltet. Verrat ist dazu in Chapter 876.32 der Florida Statuten, Abschnitt 16, definiert als der Verrat, bei dem man seinen Kriegsfeinden Hilfe zukommen lässt, was im deutschen Strafgesetzbuch dem Landesverrat entsprechen würde.

### Rezeption
Nach dem erfolgreichen Gesetzgebungsverfahren in Florida gab Hammer den Gesetzestext als Modellvorlage weiter an die Criminal Justice Task Force des American Legislative Exchange Council (ALEC). In den folgenden Jahren setzte sich ALEC in den Gesetzgebungsorganen aller amerikanischen Bundesstaaten für die Umsetzung solcher Gesetze ein. Nach dem Tod von Trayvon Martin und dem in der Folge auf ALEC ausgeübten gesellschaftlichen Druck erklärte die Organisation im April 2012, derartige Gesetze in Zukunft nicht mehr unterstützen zu wollen.
Viele Befürworter dieser Gesetze, unter anderem die National Rifle Association (NRA), bezeichnen sie als „Stand-Your-Ground“-Gesetze, da sie es den Bürgern erlauben, sich und ihr Eigentum gegen einen Angriff zu verteidigen, ohne deswegen strafrechtliche Verfolgung oder Zivilklagen befürchten zu müssen. Wayne LaPierre, der Geschäftsführer der NRA, erklärte dazu, dass es falsch sei, jemanden, der von Verbrechern angegriffen wurde, von Gesetzes wegen ein zweites Mal zum Opfer zu machen.
Kritiker dieser Gesetzgebung befürchten hingegen, dass solche Gesetze Selbstjustiz und vorbeugenden Schusswaffengebrauch begünstigen und damit zu einem Anstieg von Tötungen mit Schusswaffen führen werden. Insbesondere fände keine Unterscheidung gegenüber selbst provozierten Notwehrlagen statt. Laut Zach Ragbourn, einem Sprecher der Brady Campaign to Prevent Gun Violence, sollten Gesetze wie das in Florida eher als Schnellschuss-Gesetze bezeichnet werden, denn sie würden jemandem erlauben, in der Öffentlichkeit das Feuer zu eröffnen – einfach weil er oder sie glaube, dass irgendetwas passieren könne.

## Andere US-Bundesstaaten
Nach dem Inkrafttreten des Gesetzes in Florida setzten zunächst South Dakota, Georgia, Kentucky, Mississippi, Michigan, Oklahoma und Indiana ähnliche Gesetze in Kraft. Weitere Staaten folgten.
In einigen der Staaten, die „Stand-Your-Ground“-Gesetze verabschiedeten oder die entsprechende Absicht hatten – darunter Washington, Indiana und Georgia –, gab es allerdings auch schon zuvor „Stand-Your-Ground“-Urteile, allerdings ohne ausdrückliche Immunitätsregeln in den Selbstverteidigungsgesetzen. Die Verabschiedung der „Stand-Your-Ground“-Gesetze resultierte hier vor allem aus der Befürchtung, dass die bisherige Verfahrensweise durch eine „Pflicht zum Rückzug“ ersetzt werden könnte.
In Utah gelten die Prinzipien von „Stand Your Ground“ seit jeher: Das Landesrecht von Utah erlaubt ausdrücklich auch die Anwendung von tödlicher Gewalt, um die eigenen Besitztümer zu schützen. Das Gesetz sagt auch ausdrücklich, dass es keine „Pflicht zum Rückzug“ von einem Ort gibt, den eine Person rechtmäßig betreten hat oder an dem sie sich rechtmäßig aufhält.

## Auswirkungen
Nach einer Studie der Texas A&M University hätten die Stand-your-ground-Gesetze „keinerlei abschreckende Wirkung“. Stattdessen seien in den Staaten, die die Castle Doctrine einführten, jährlich zusätzliche 500 bis 700 Tote zu beklagen, so die im Auftrag des National Bureau of Economic Research erstellte, vergleichende Untersuchung der Kriminalitätsdaten zwischen 2000 und 2009.
Im April 2023 erregte ein Fall aus Kansas City Aufsehen, bei dem ein 85-Jähriger Weißer einen 16-Jährigen Schwarzen anschoss, der abends versehentlich an der falschen Haustür geklingelt und am Türgriff gezogen hatte. Der Anwalt der Schützen gab zunächst an, dass dieser an einen Einbruch geglaubt, sich bedroht gefühlt und in Notwehr gehandelt habe. Später bekannte sich sein Mandant der Körperverletzung schuldig, starb jedoch, bevor ein Urteil verkündet werden konnte.

## Rechtslage in Deutschland
Entgegen einer weit verbreiteten Auffassung ist das deutsche Notwehrrecht mit demjenigen Floridas vergleichbar. Es erlaubt grundsätzlich gegen jeden gegenwärtigen rechtswidrigen Angriff auch tödliche Gewalt, wenn diese erforderlich und geboten ist, da es dabei nicht nur um den Schutz der absoluten Rechtsgüter des Angegriffenen geht, sondern im Normalfall auch um die Verteidigung der Rechtsordnung. Eine Pflicht zum Zurückweichen existiert in aller Regel nicht („Das Recht muss dem Unrecht nicht weichen“).
Allerdings gilt das Notwehrrecht in manchen Fällen nur eingeschränkt, zum Beispiel, wenn der Angreifer ein Kind oder ein Geisteskranker ist und ein Ausweichen gefahrlos möglich ist. Auch wer jemanden absichtlich zu einem Angriff provoziert, nur um ihn dann im Wege der „Verteidigung“ zu verletzen, kann sich nach der geltenden Rechtsprechung nicht auf das Notwehrrecht berufen. In bestimmten Fällen, vor allem, wenn der Angreifer nicht vollständig schuldfähig ist, ist nur eine Schutzwehr, aber keine Trutzwehr erlaubt. Auch wenn ein erhebliches Missverhältnis zwischen dem angegriffenen und dem verteidigten Rechtsgut besteht, kann das Notwehrrecht eingeschränkt sein. Abgesehen von diesen Ausnahmen ist grundsätzlich zu beachten, dass eine Abwägung der entgegenstrebenden Rechtsgüter des Angreifenden und des Abwehrenden nicht erforderlich ist (Notwehrexzess).
Bestand die subjektiv angenommene Notwehrlage objektiv nicht, so kann in bestimmten Fällen Putativnotwehr vorliegen, die dann die Bestrafung wegen eines vorsätzlichen Delikts ausschließt. Selbstverständlich schützt das Notwehrrecht nicht vor einem Strafverfahren, sondern erklärt nur im Zuge dieses Verfahrens die Tat für gerechtfertigt; dies wird von der Staatsanwaltschaft und gegebenenfalls vor Gericht überprüft.